# トレビザッチェ
トレビザッチェ（イタリア語: Trebisacce）は、イタリア共和国カラブリア州コゼンツァ県にある、人口約9,100人の基礎自治体（コムーネ）。

## 地理

### 位置・広がり

#### 隣接コムーネ
隣接するコムーネは以下の通り。
- アルビドーナ
- プラータチ
- ヴィッラピアーナ

## 姉妹都市
- マツァーラ・デル・ヴァッロ、イタリア